# ケネス・アーノルド事件
ケネス・アーノルド事件（ケネス・アーノルドじけん）とは、1947年6月24日にアメリカ合衆国ワシントン州で起こったUFO遭遇事件である。この事件により「空飛ぶ円盤（フライングソーサー）」というイメージ・呼称が世間に定着した。

## 事件の概要
1947年6月24日にアメリカ人のケネス・アーノルドは、アメリカワシントン州のカスケード山脈にあるレーニア山付近の高度2,900メートル上空を自家用飛行機で飛行していた。飛行の目的は前日に消息を絶っていた海兵隊の輸送機の捜索で報奨金5,000ドル目当てであった。午後2時59分頃、アーノルドはレーニア山付近の上空を、北から南へ向けて高速で飛行する9個の奇妙な物体を目撃した。物体は鎖のように一直線につながっていた。アーノルドは最初ジェット機を目撃したのかと思ったが、物体に尾部は見当たらず、平たい形状で、翼があり、ジェットエンジンの音なども聞こえなかった。
地元アメリカのマスコミはその物体を空飛ぶ円盤（Flying Saucer）と名付けて大々的に報道し、その後同様の目撃談が相次いで報告された。この事件を受け、アメリカFBI長官のジョン・エドガー・フーヴァーは直後の6月30日にUFOの目撃例を調査するプロジェクトを発足させた。

## 調査と研究
アーノルドはその飛行体が2点間の距離を飛ぶ速度を計測しており、その結果は1947年当時の技術では考えられない時速1,700マイルというものであった。
しかしアーノルドは40キロメートルほど先に見えた物体を15メートルから20メートルの大きさと報告し、その特徴もはっきり分かったと述べているが、40キロメートル先の物の細部まで観察するのはいかに視力が良くても困難なこと（20メートル先に置いた1円玉の模様を判別するに等しいこと）であり、熟練したパイロットであっても距離感をつかみ損ねることは珍しくないことなどから、集団飛行する鳥か、観測用の気球を見間違えたのではないかという懐疑的な見方も出ている。

### デビッド・ジョンソンの追跡調査
1947年7月6日、日刊紙の記者であったデビッド・ジョンソンは、ケネス・アーノルド事件の追跡調査にあたった。ジョンソンはアーノルドの親友であったため、アーノルドが嘘をつくことはなく彼が見た物体は存在する、と考えていた。その結果、ジョンソン自身も追跡調査中に未確認飛行物体を目撃することになった。
ジョンソンは自家用機を操縦して、ケネス・アーノルドが円盤を目撃した地域にて飛行物体の捜索を行っていたが、そこで「きわめて不規則な動きをする黒い円型の物体」を目撃した。同時刻、観測用気球は放球されていなかったことを確かめたジョンソンはカメラを持ち飛行物体に近づいた。すると飛行物体はゆっくりと横転を始め、その動作が終わらないうちに瞬時に姿を消した。ジョンソンは物体をカメラで撮影しようと試みたが、結果的に何の姿も撮影されていなかった。
調査により、この地域付近の飛行場にいた職員数名もジョンソンと同様に、黒い円盤形の飛行物体を目撃していたことが判明した。後日、ユナイテッド航空の機長も、同じ空域で同様の物体を目撃している。アメリカ空軍のプロジェクトブルーブック (Project Blue Book) がこの事件の調査にあたったが、ジョンソンが証言通りの物体を目撃したことは間違いないという結論に至った。

## 影響
このケネス・アーノルド事件を記念して6月24日は「空飛ぶ円盤記念日」とされている。
アーノルドは記者会見で、飛行物体を「水面をはねるコーヒー皿のような飛び方をしていた」と証言した。しかしその事が「コーヒー皿のような物体だった」と誤って伝えられ、「空飛ぶ円盤（フライング・ソーサー）」という言葉ができた。当初、アーノルドは飛行物体の形状を円盤型とはしていなかったが、飛び方を説明するために使用した「Saucer」という言葉が報道により「空飛ぶ円盤」と誤変換された。そしてこの事件以降に円盤型のUFOの目撃例が多くなったのは注目すべき点である。後にアーノルド自身も、飛行物体は円形だったかもと証言を変えるに至っている。

## 類似した事件
1946年12月30日のカリフォルニア州にて円盤型UFOが目撃された。この事例の詳細は、ケネス・アーノルド事件が起こる数か月前に出版されている。目撃されたUFOは、コウモリに似た外見で翼は曲線を描いていた、とされており、これはアーノルドの目撃したUFOと酷似している。

## ケネス・アーノルド以前の円盤型UFO
円盤型UFOの概念自体はケネス・アーノルド事件以前にも普及していた。例として、1943年の雑誌には既に円盤型UFOのイラストが描かれている。